# Sophronica ventralis
Sophronica ventralis là một loài bọ cánh cứng trong họ Cerambycidae.